# Ottrott
Ottrott ist eine französische Gemeinde mit 1.555 Einwohnern (Stand 1. Januar 2021) im Kanton Molsheim im Département Bas-Rhin in der Europäischen Gebietskörperschaft Elsass und in der Region Grand Est. Sie umfasst die Dörfer Ottrott-le-Haut (Oberottrott), Ottrott-le-Bas (Niederottrott) und Eichwaeldel. Ottrott liegt an der Elsässer Weinstraße.
Ebenfalls auf dem Gemeindegebiet befindet sich der Odilienberg, einer der meistbesuchten Wallfahrtsorte des Elsass. Außerdem teilt Ottrott mit der Nachbargemeinde Bœrsch das Dorf Klingenthal, das für seine ehemalige Blankwaffenfabrikation bekannt ist.

## Geografie
Der Ort liegt an der Departementsstraße D 35 zwischen Barr im Süden (8 km) und Rosheim im Norden (7 km). Nach Obernai im Osten sind es 4 km und nach der Großstadt Straßburg im Nordosten etwa 30 km.
Dank der Lage direkt am Fuß der Vogesen ist Ottrott klimatisch begünstigt, was dem Weinbau zugutekommt. In Bezug auf die Fläche ist Ottrott eine der großen Gemeinden im Elsass, wobei der Waldanteil, der auch einen Abschnitt des Forêt d’Obernai mit einschließt, sehr hoch ist (25 km²).
Die Nachbargemeinden sind Barr, Bernardswiller, Bœrsch, Le Hohwald, Neuviller-la-Roche, Obernai und Saint-Nabor.

## Sehenswürdigkeiten
- Das äußere Gemeindegebiet von Ottrott ist reich an mittelalterlichen Burgen, welche unterschiedlich gut erhalten sind:
  - Alte Lützelburg (Vieux Lutzelbourg), 11. Jahrhundert, Grundmauern eines Rundturms und eines rechteckigen Gebäudes
  - Altkeller, Ruine eines Wohnturms aus dem 12. Jahrhundert, darin eingesetzt romanische Fenster aus der Burg Girbaden und dem Kloster Niedermünster[1]
  - Birkenfels, 13. Jahrhundert, gut erhaltene Ruine[2]
  - Dreistein, 13. Jahrhundert, Ruine einer dreiteiligen Anlage[3]
  - Hagelschloss, 12. Jahrhundert, Ruine mit imposantem Mauerbogen über einer Felsspalte, wegen Einsturzgefahr gesperrt[4]
  - Kagenfels, 13. Jahrhundert, Ruine, seit 1999 umfangreiche Ausgrabungen und Sicherungsarbeiten[5]
  - Koepfel, vermutlich 11. Jahrhundert, geringe Reste[6]
  - Lützelburg (Lutzelbourg), 13. Jahrhundert, gut erhaltene Ruine mit rundem Bergfried und Schildmauer, Innenbereich für Besucher gesperrt[7]
  - Rathsamhausen, 12. Jahrhundert, eindrucksvolle romanische Burganlage mit Turmpalas (einsturzgefährdet) und rundem Bergfried, zusammen mit der benachbarten Lützelburg auch „Ottrotter Schlösser“ genannt, Innenbereich für Besucher gesperrt[8]
  - Windeck, 18. Jahrhundert, im Park (Privatbesitz) steht die Burg Altkeller
- Es ergibt sich eine Gruppe von insgesamt zehn Burgen in einem Gebiet von wenigen Quadratkilometern rund um den Odilienberg, was selbst für das so burgenreiche Elsass eine außergewöhnlich hohe Burgendichte ist.[9]
- Katholische Kirche Saints Simon et Jude mit einer Silbermann-Orgel
- Kapelle St-Nicolas

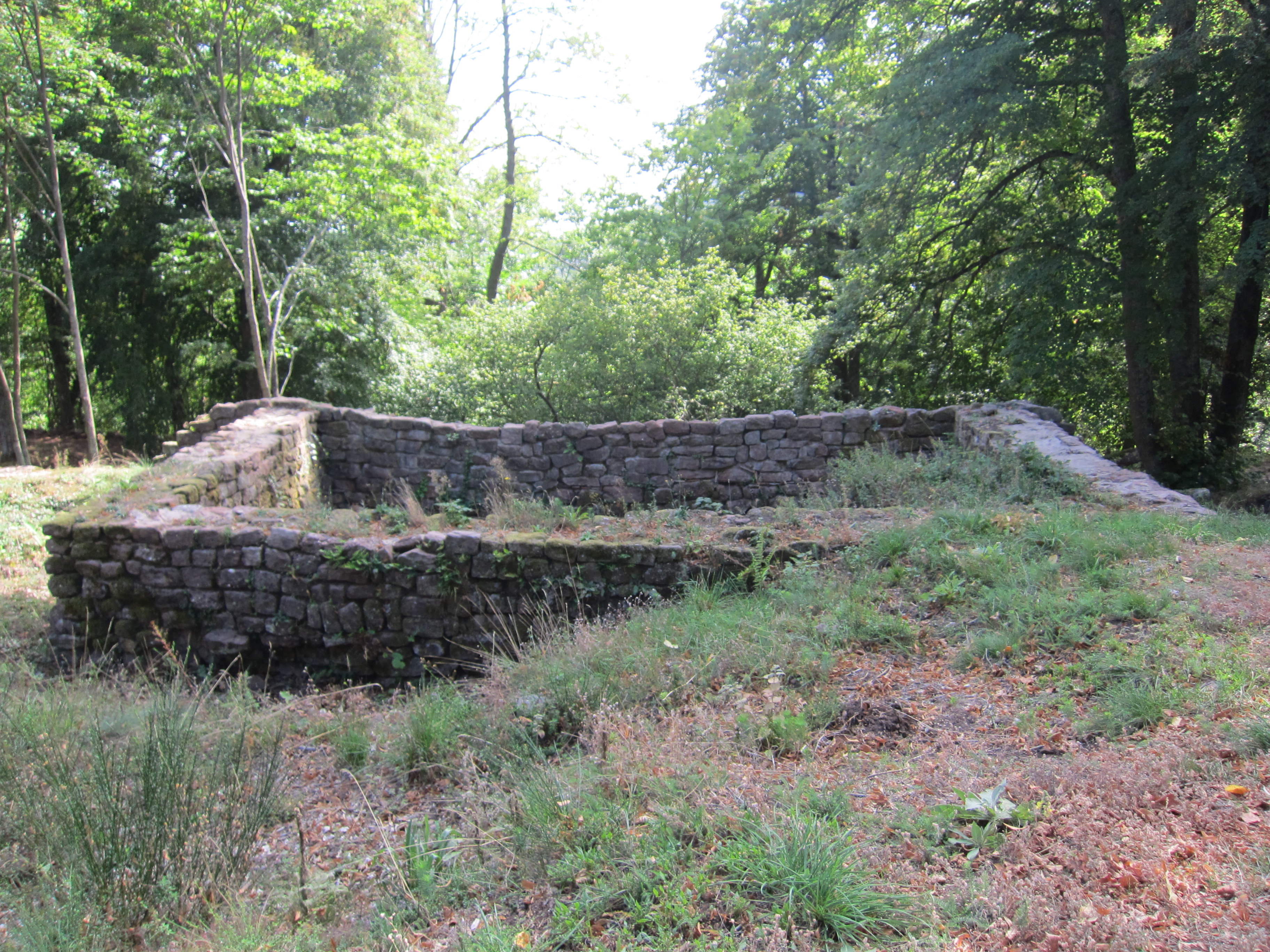
Alte Lützelburg
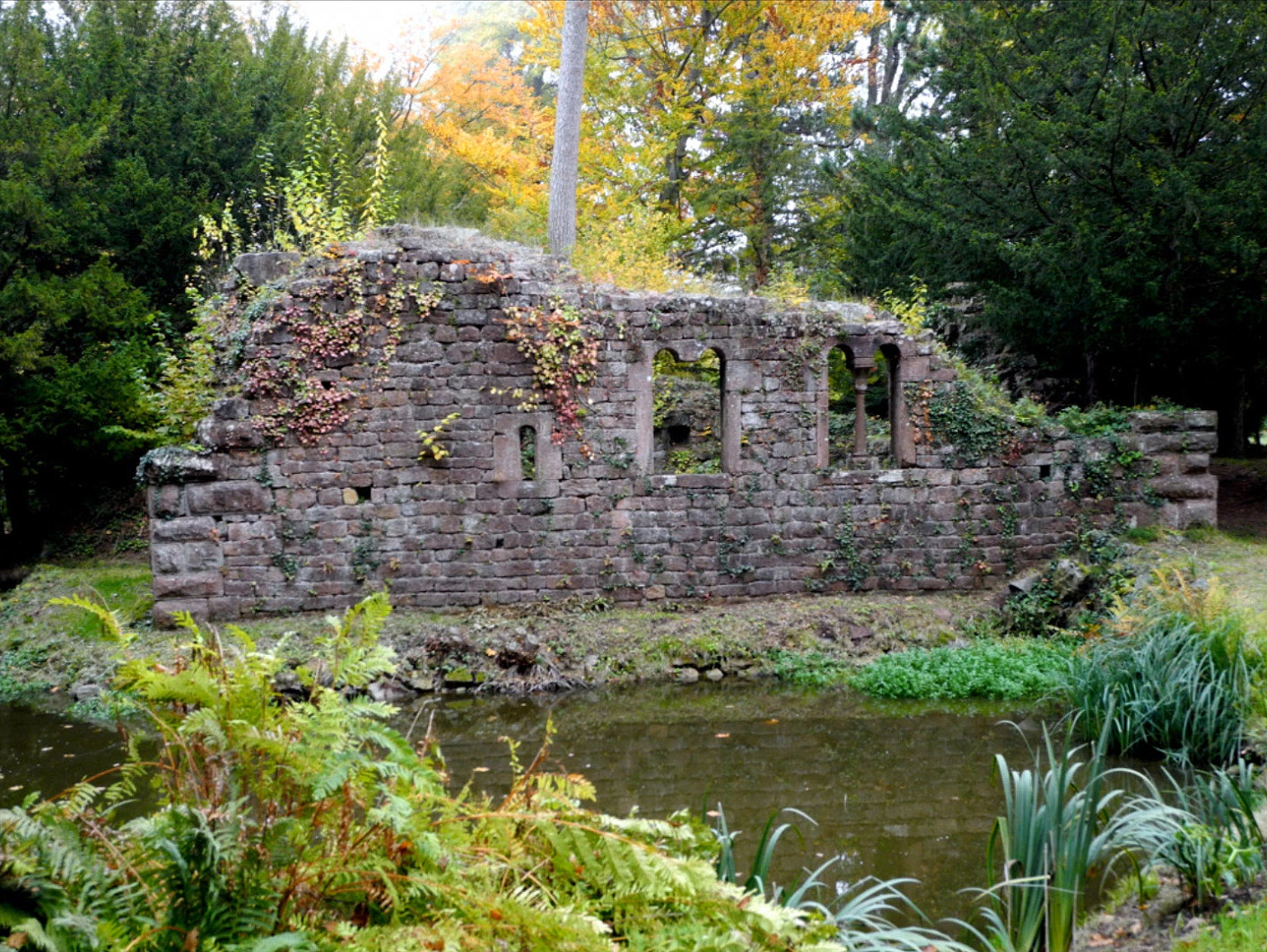
Burg Altkeller
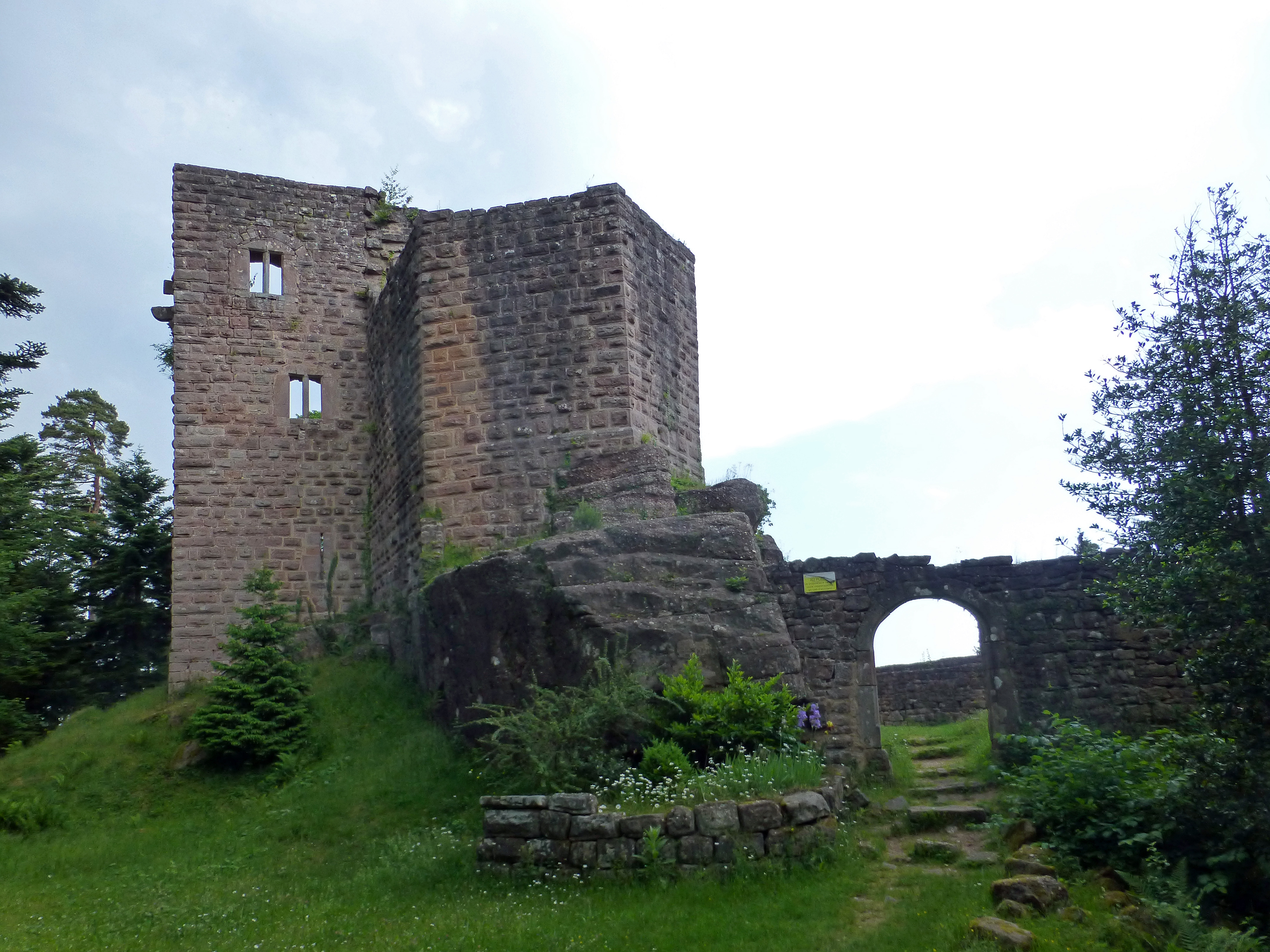
Burg Birkenfels
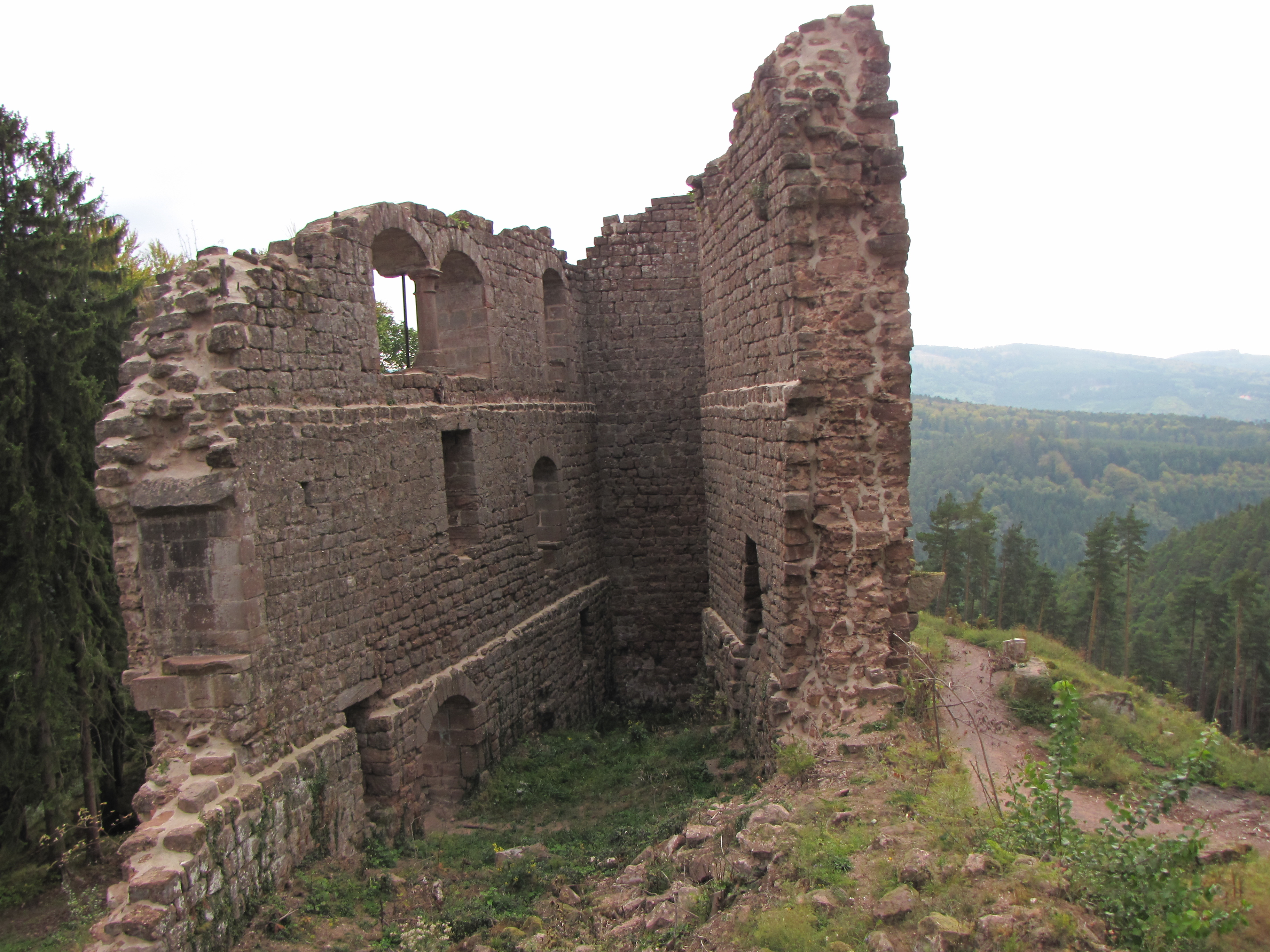
Burg Dreistein
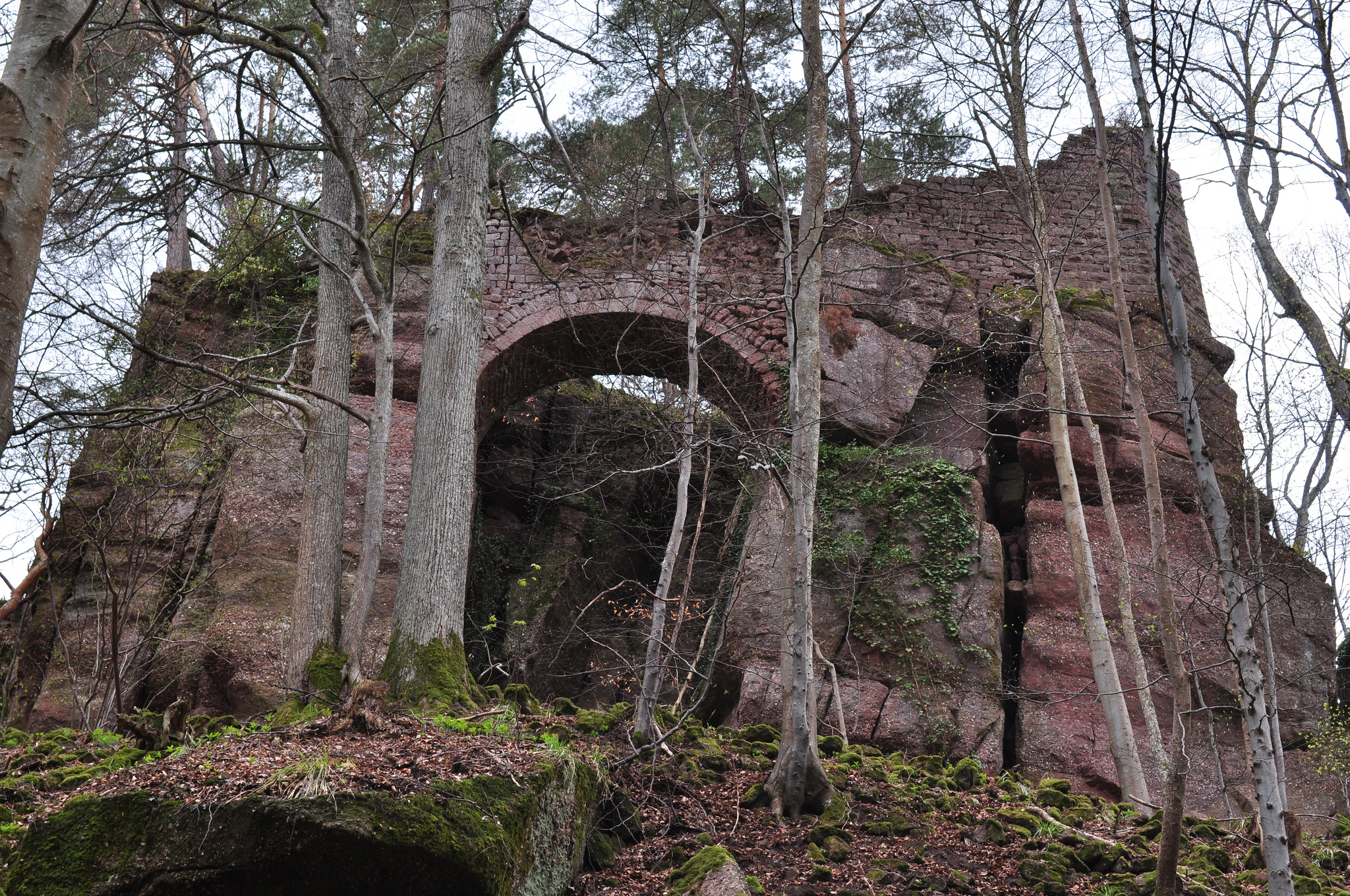
Hagelschloss
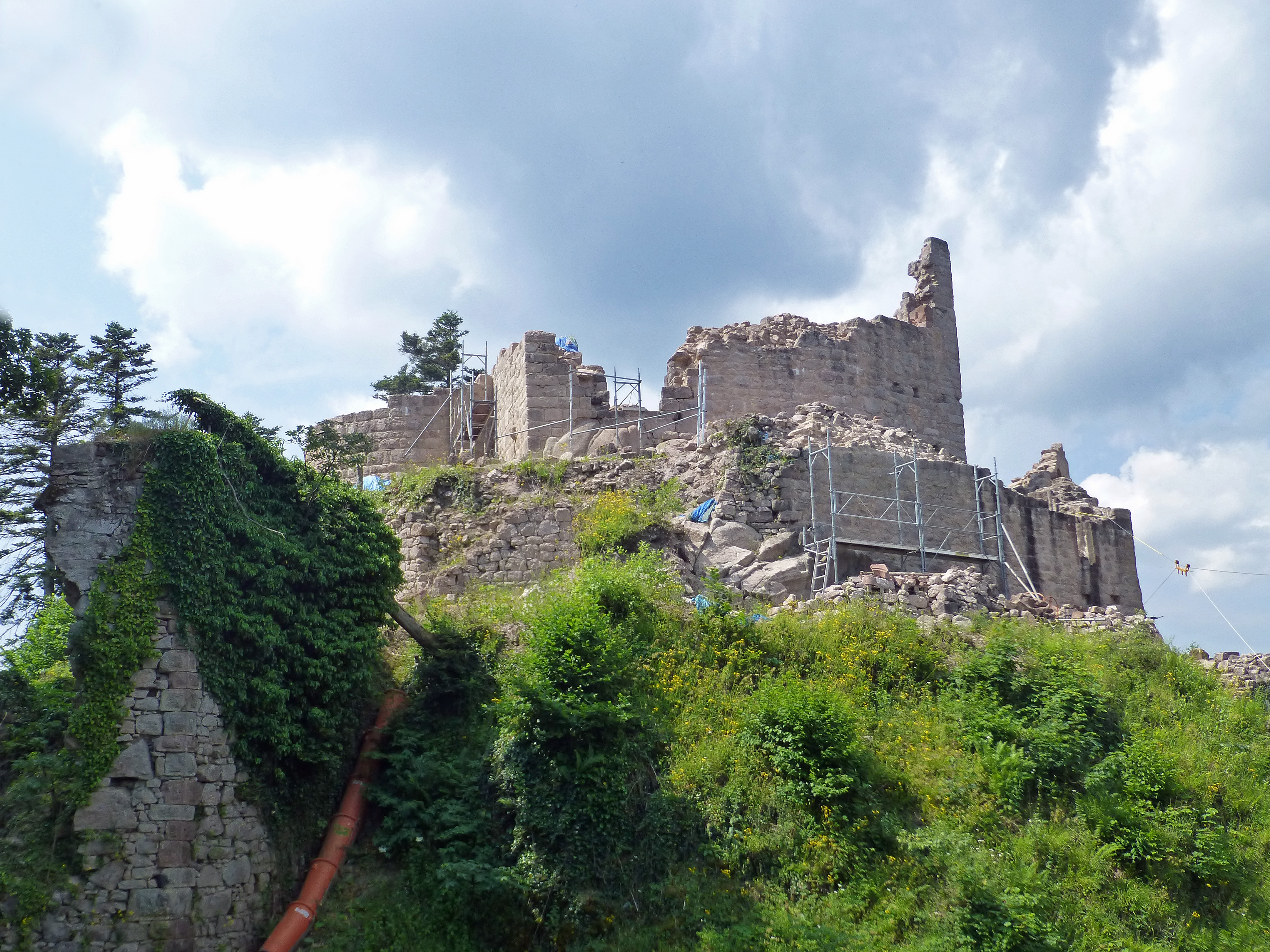
Burg Kagenfels
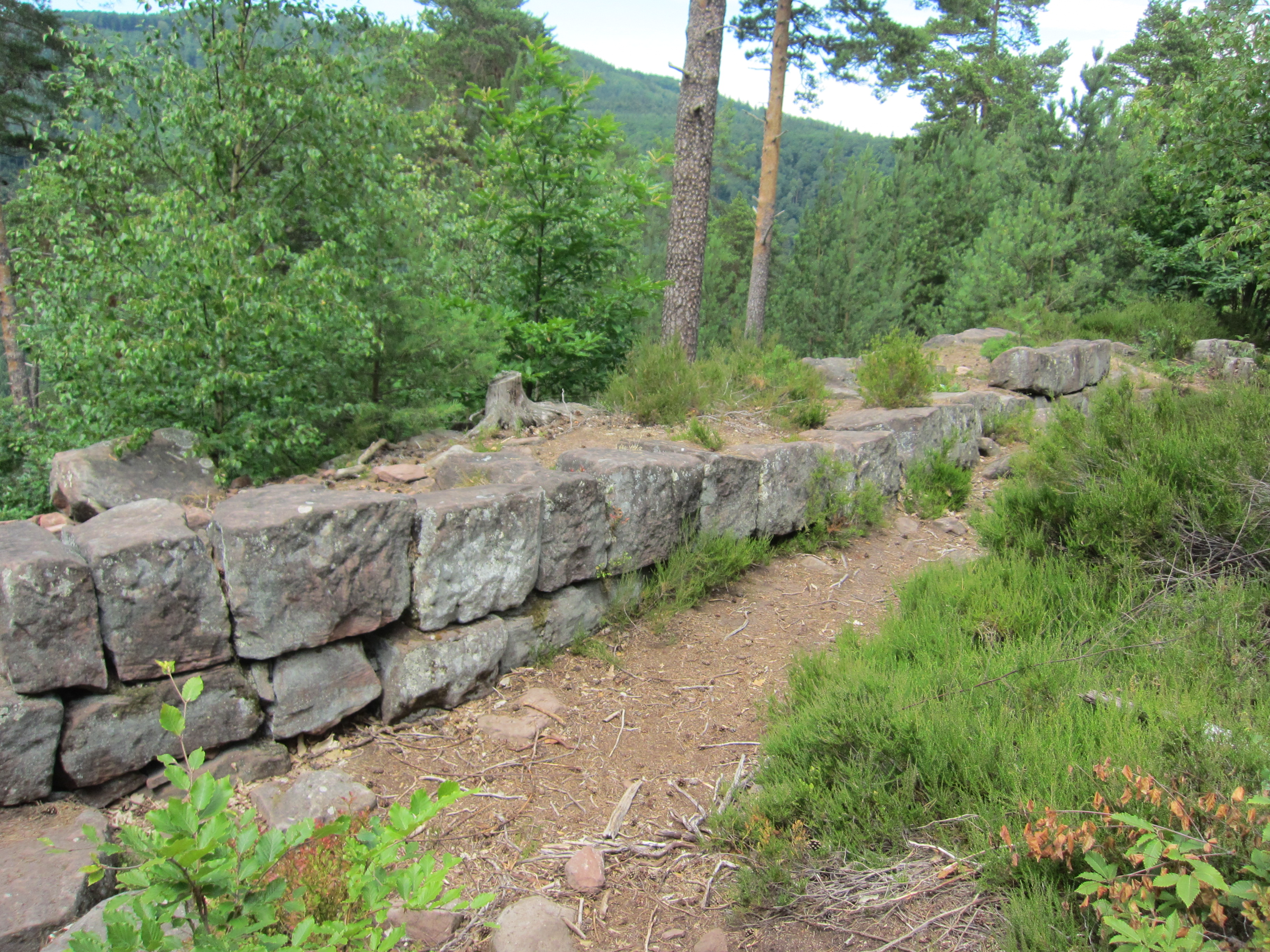
Burg Koepfel
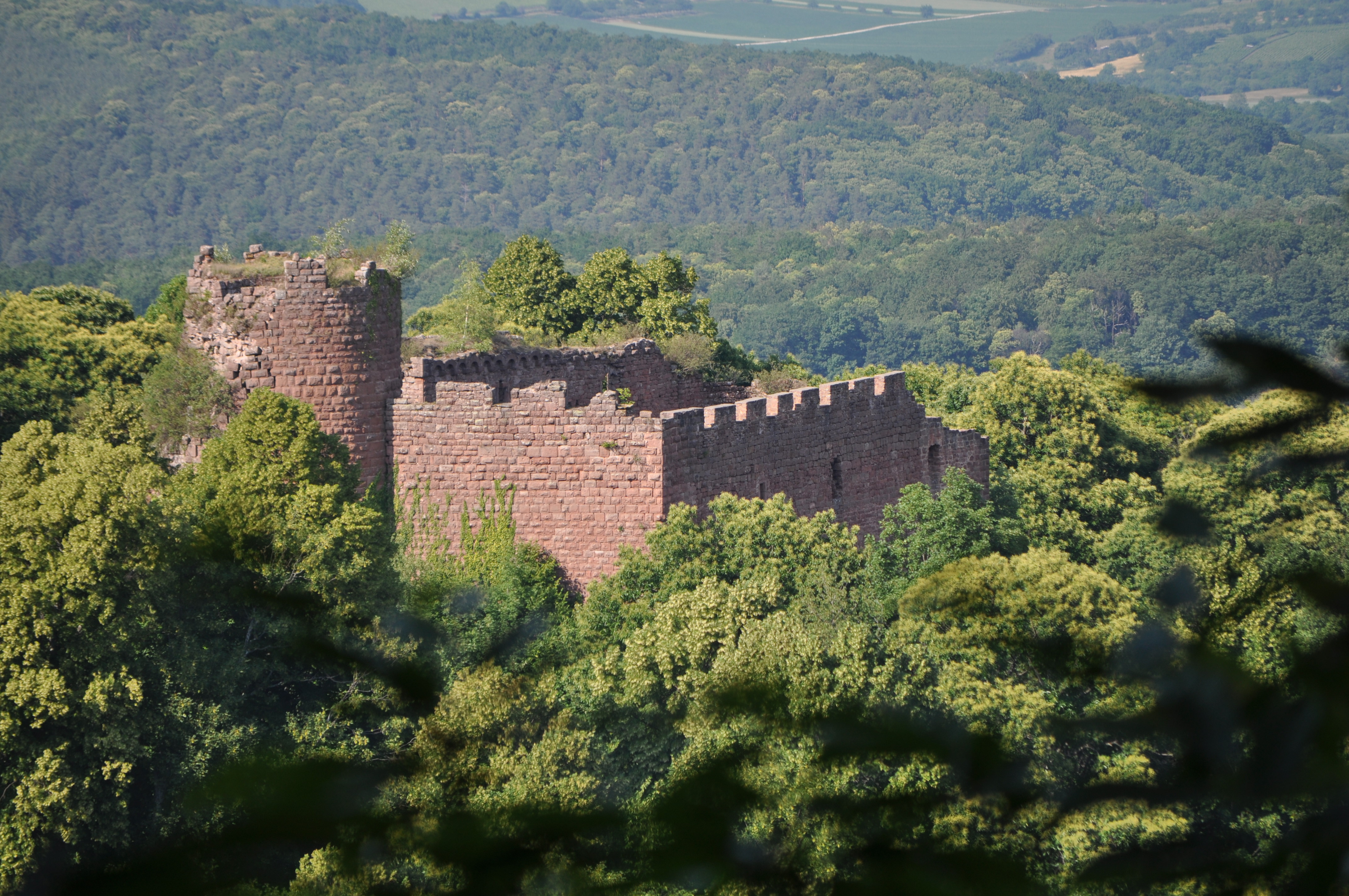
Lützelburg
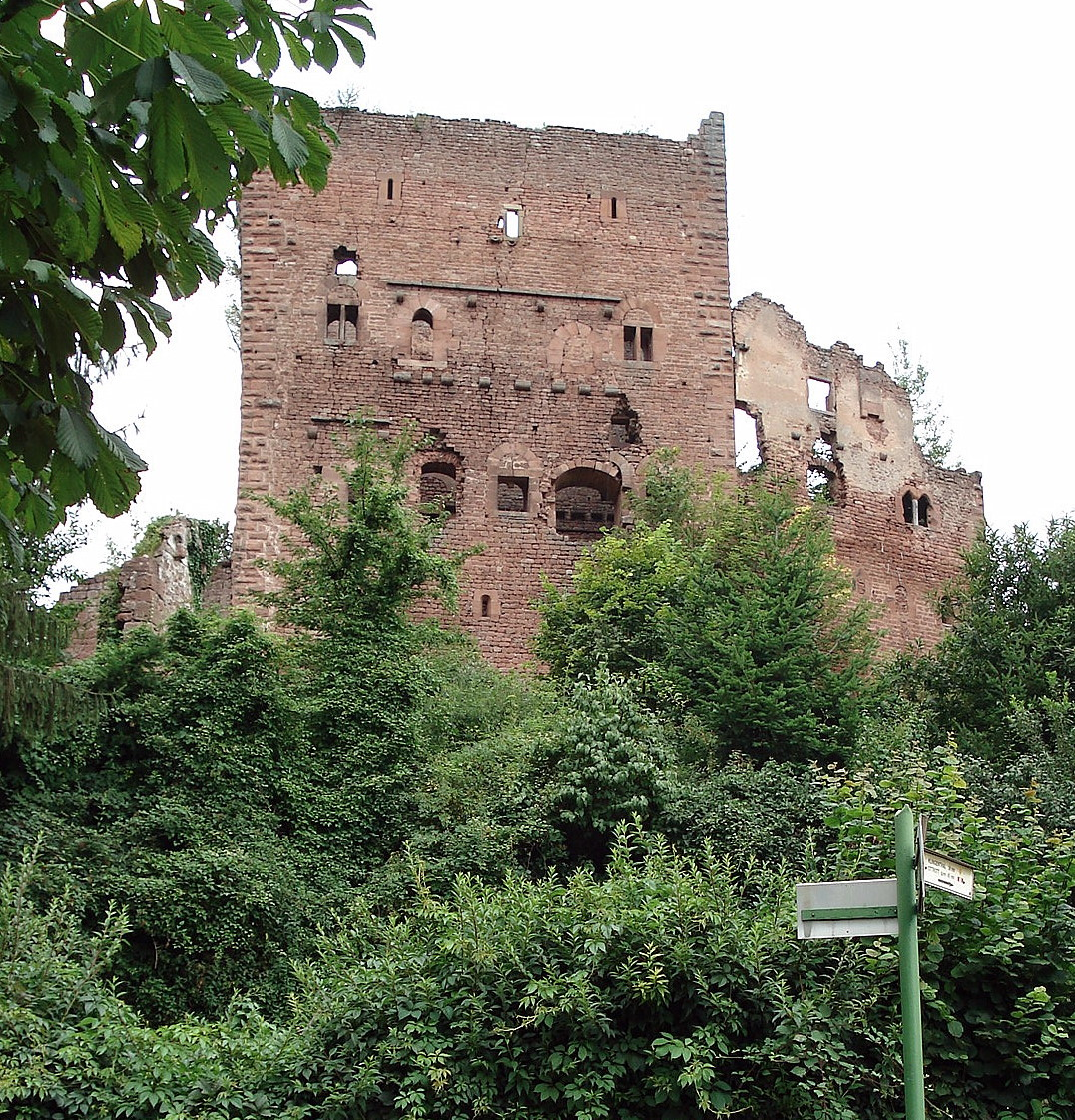
Burg Rathsamhausen
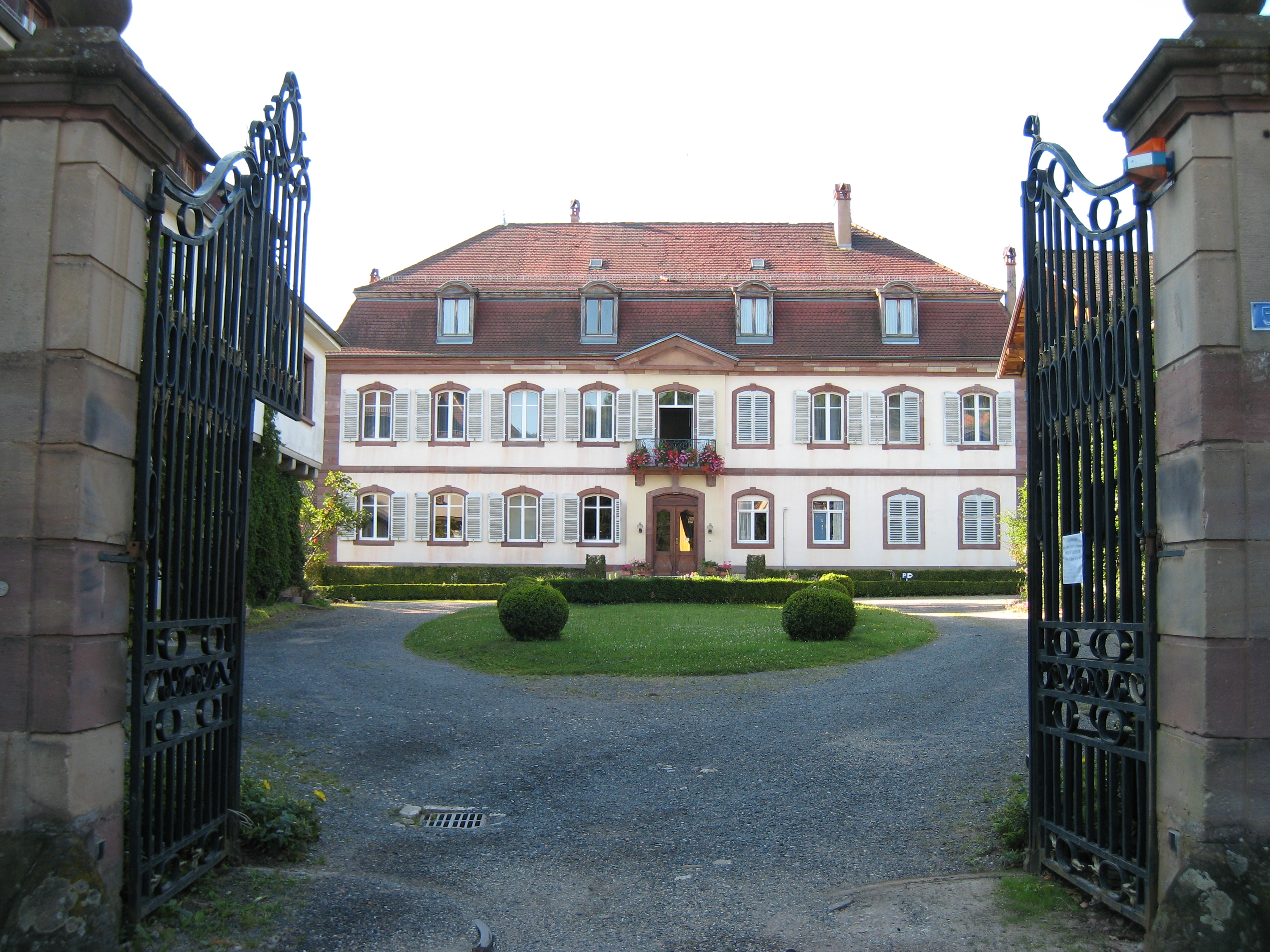
Schloss Windeck
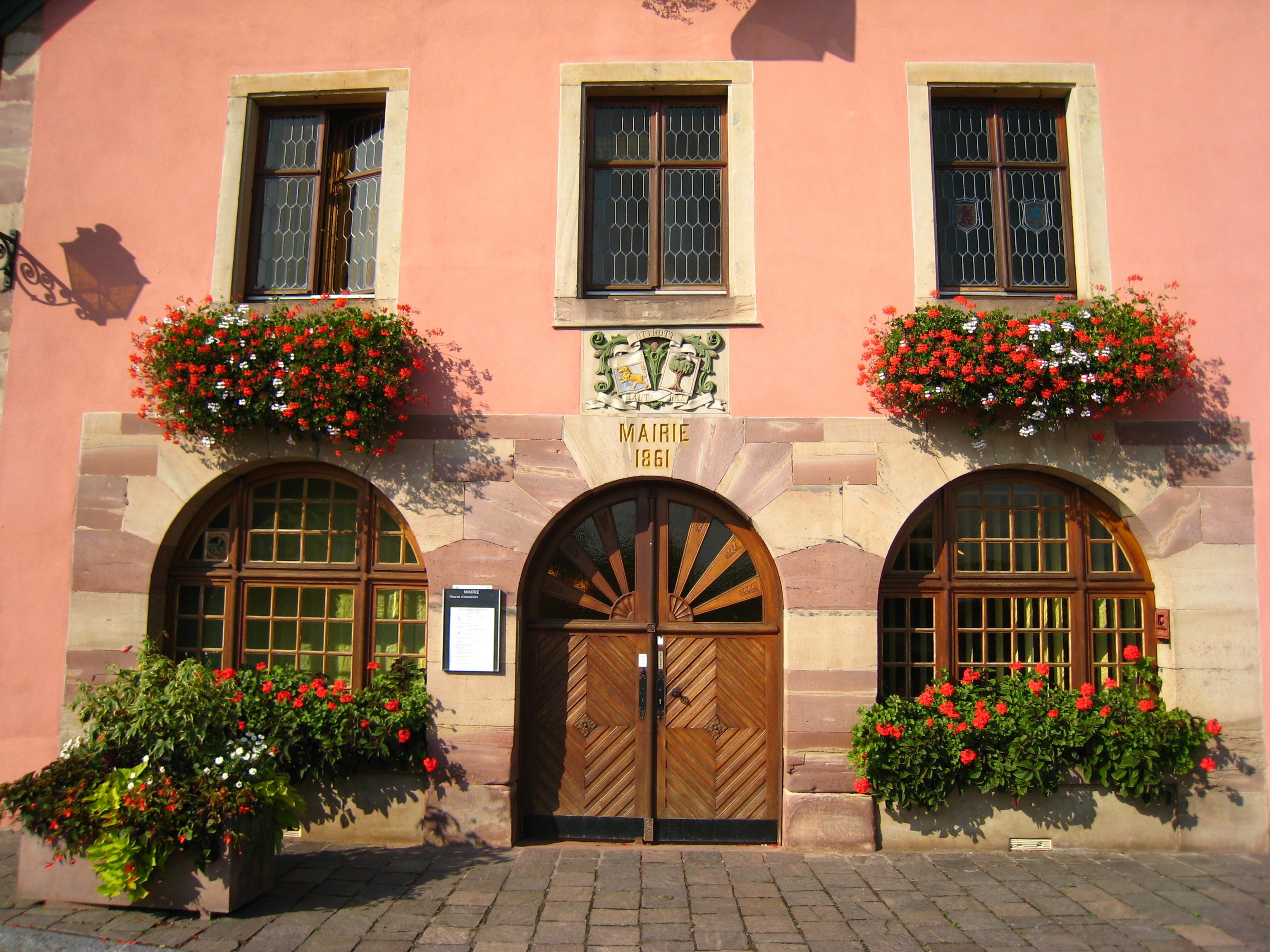
Eingang zum Rathaus
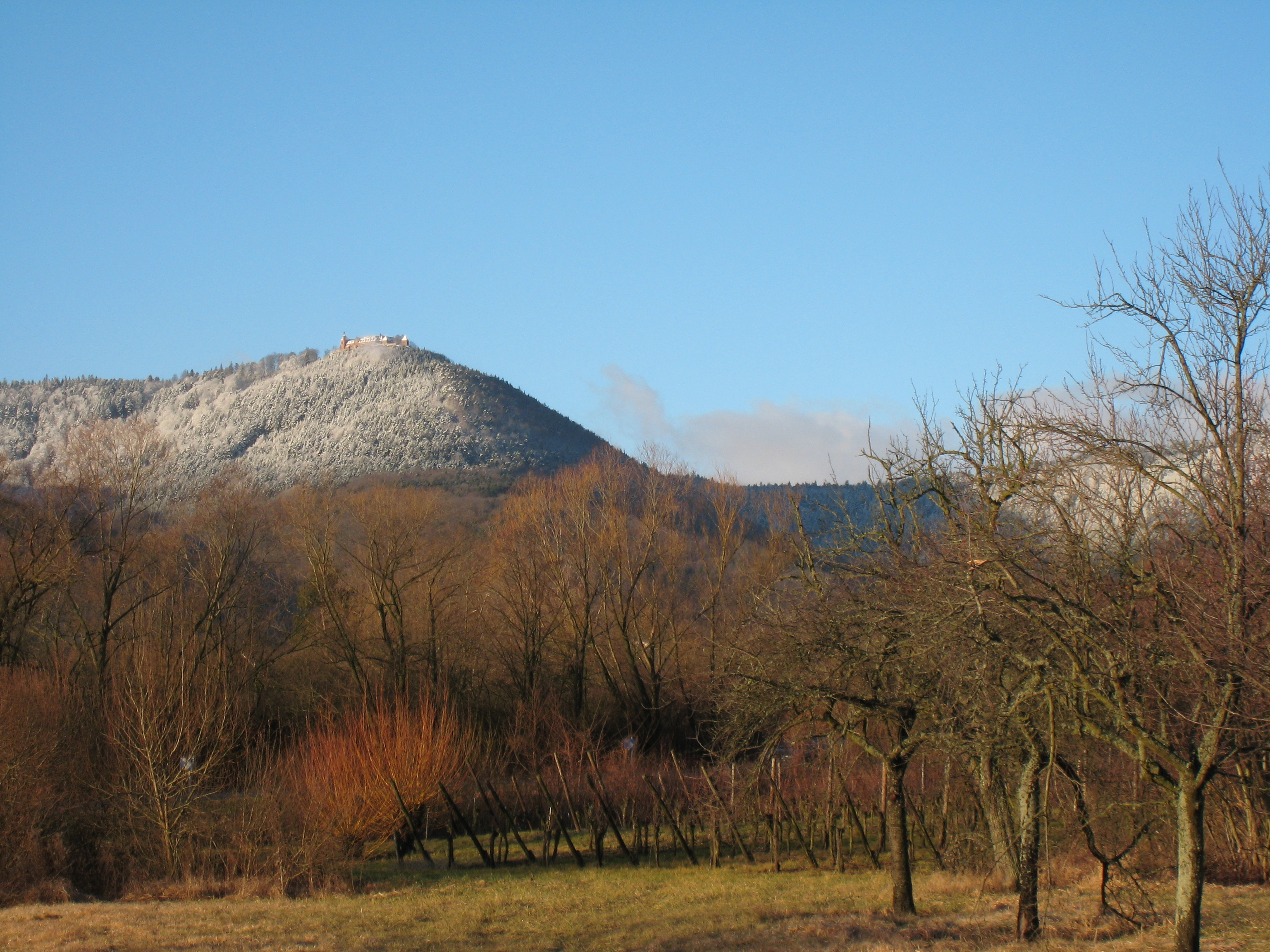
Blick hinauf zum Odilienberg

## Weinbau
In einer Region, in der vorwiegend Weißweine erzeugt werden, stellt der Rotwein mit der Herkunftsbezeichnung Rouge d’Ottrott (Ottrotter Roter) eine Besonderheit dar. Er wird aus der Traubensorte Spätburgunder gekeltert und besitzt das AOC-Zertifikat.

## Bevölkerungsentwicklung
| 1962 | 1968 | 1975 | 1982 | 1990 | 1999 | 2006 | 2013 |
| ---- | ---- | ---- | ---- | ---- | ---- | ---- | ---- |
| 1183 | 1074 | 1115 | 1303 | 1501 | 1513 | 1622 | 1567 |

## Gemeindepartnerschaften
Ottrott unterhält Partnerschaften mit den Gemeinden Seebach in Baden-Württemberg (Deutschland) und Saussignac in Frankreich.